# Cosmopterix clemensella
Clemens' Cosmopterix Moth (Cosmopterix clemensella) là một loài bướm đêm thuộc họ Cosmopterigidae. Nó được tìm thấy ở Canada (Manitoba, Ontario) và Hoa Kỳ (from Maine tới vùng núi của miền nam North Carolina, nhưng phổ biến nhất ở New York và Ohio).
Cánh trước dài 4,9 mm.
Ấu trùng ăn Carex species. Chúng ăn lá nơi chúng làm tổ. The adult gặp ở mid-May to đầu tháng 8.